# Mistnet

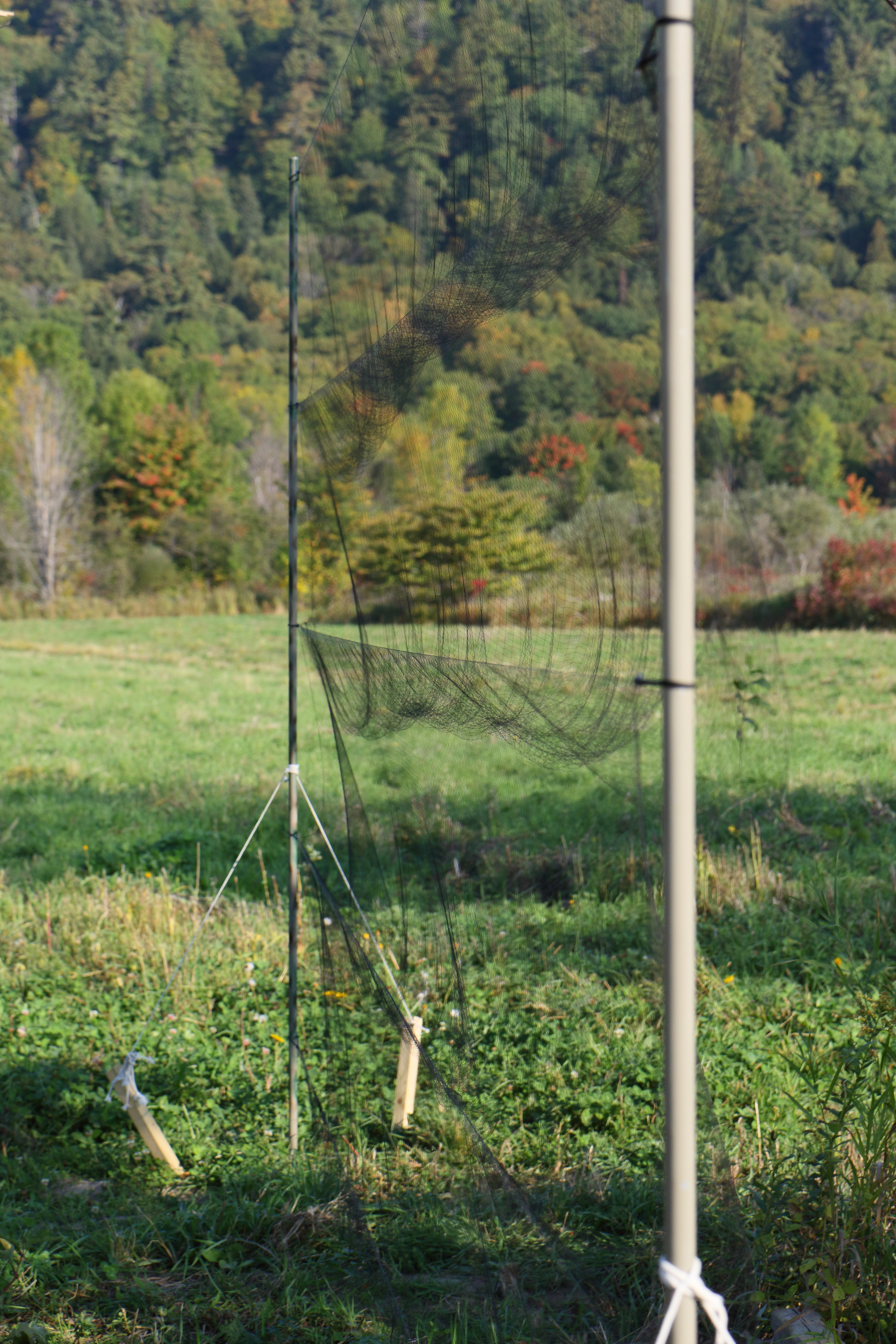
Mistnet

Een mistnet is een zeer dun fijnmazig net. Het is een vangmiddel dat in Nederland alleen wordt gebruikt voor biologisch onderzoek naar vogels en vleermuizen. Mistnetten worden het meest gebruikt ten behoeve van het ringen van vogels door vogeltrekstations. In Nederland is het hebben, gebruiken of verkopen van een mistnet bij wet verboden en daarom hebben biologisch onderzoekers een speciale ontheffing nodig en moeten zij bij gebruik aan een groot aantal voorwaarden voldoen.

## Het net
In Nederland bestaat sinds de jaren 1950 ervaring met het vangen van vogels met mistnetten. Het is gebleken dat het een veilige en effectieve manier is om vogels te vangen, mits in handen van onderzoekers die op de juiste wijze hiervoor zijn opgeleid. Een mistnet is gemaakt van nylon of polyester en wordt, vergelijkbaar met een volleybalnet, opgehangen tussen twee palen. Het net is het meest effectief als het bijna onzichtbaar wordt opgesteld in het leefgebied van de vogels of vleermuizen. De netten zijn zo gemaakt dat een vogel of vleermuis die tegen het net vliegt, verstrikt raakt door het ruimvallende, elastische omhulsel van netwerk dat als een soort zakje in het net blijft hangen, waaruit het dier niet meer kan ontsnappen.

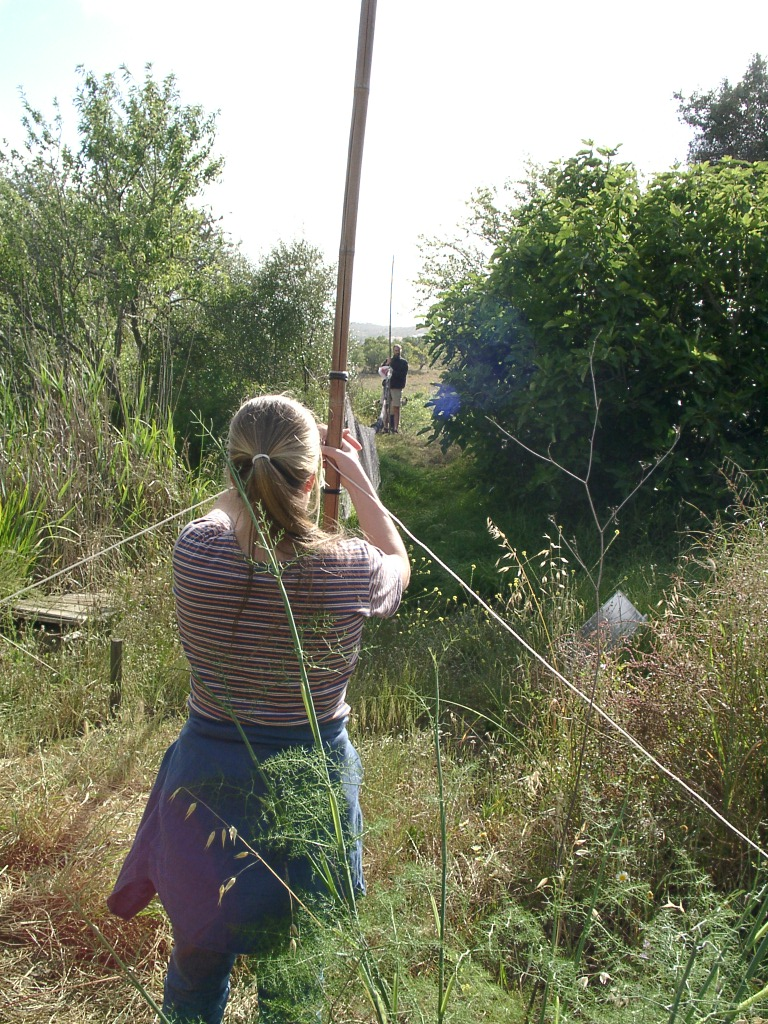
Het opzetten van een mistnet.
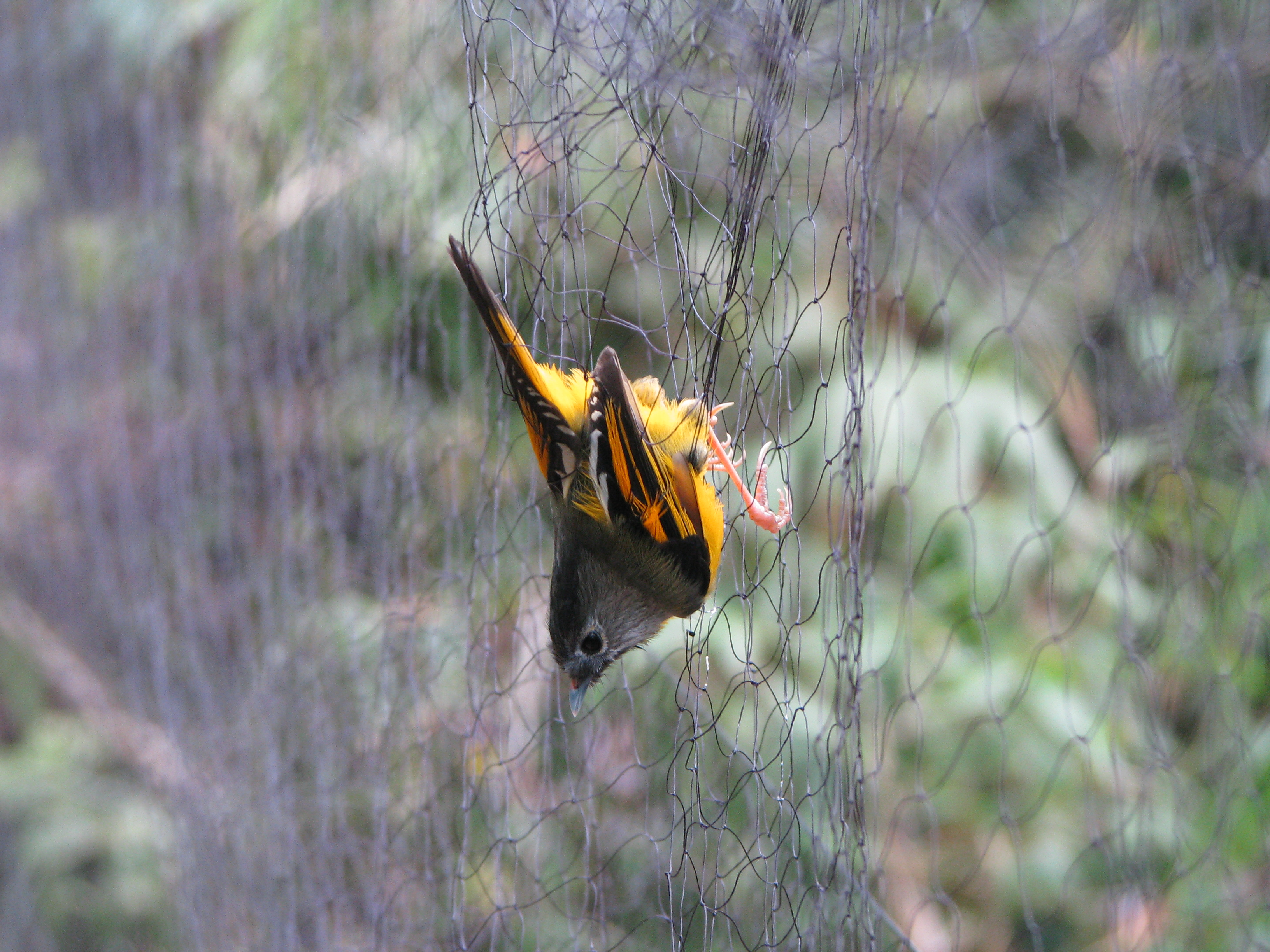
Een gouden nontimalia (Lioparus chrysotis) in een mistnet.
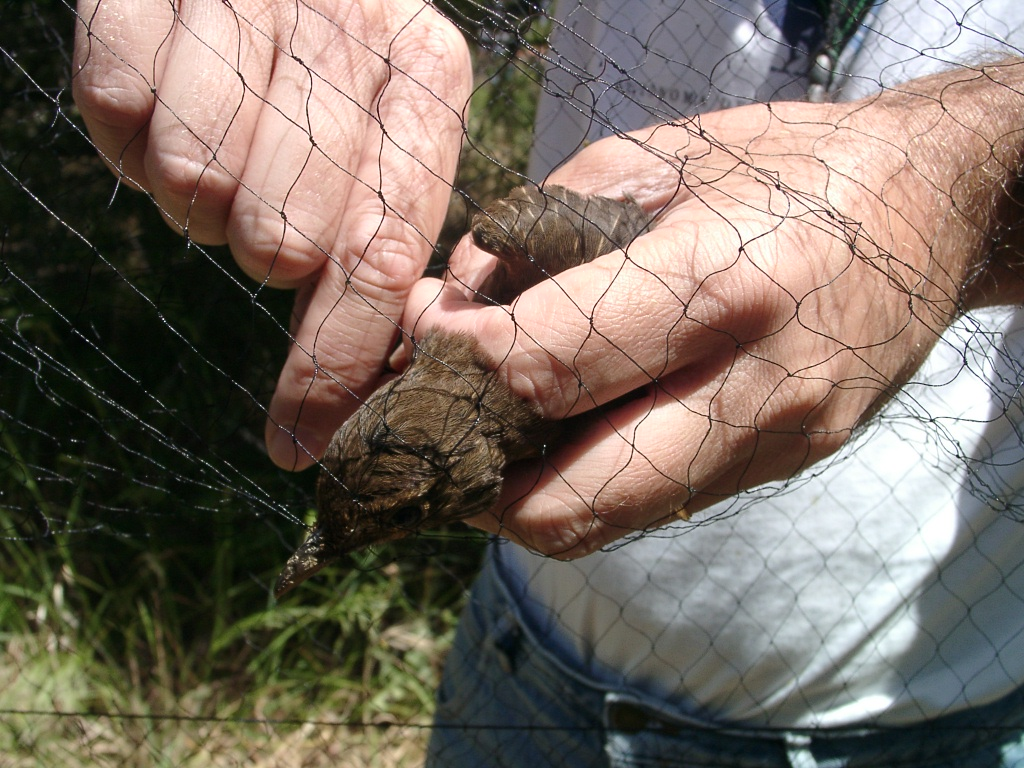
Merel (Turdus merula) wordt uit een mistnet gehaald.

De maaswijdte van een mistnet wordt afgestemd op de grootte van de dieren die men van plan is te vangen. De maaswijdte wordt opgeven over de diagonaal. Voor het vangen van kleine zangvogels wordt een maaswijdte van 30 tot 38 mm gebruikt.

## Regels
In ongeoefende handen kan het mistnet grote schade aan vogels toebrengen en daarom is een uitgebreide opleiding nodig om veilig met dit vangmiddel te kunnen omgaan. Er zijn belangrijke gedragsregels waaraan de mistnetgebruiker zich moet houden. Om een dier uit het net te halen is zowel handigheid als grote voorzichtigheid geboden, die eerst moet worden aangeleerd in samenwerking met ervaren gebruikers. Bij alle handelingen moet het welzijn van de vogel voorop staan. Nalatigheid kan tot disciplinaire maatregelen leiden.